# Витхла
Витхла, Витекла — річка  в Україні, у Хмільницькому  районі Вінницької області, ліва притока Сниводи (басейн Південного Бугу).

## Опис
Довжина річки 21 км., похил річки — 1,9 м/км. Формується з багатьох безіменних струмків, приток та водойм.  Площа басейну 242 км².

## Розташування
Бере  початок на південному заході від села Крижанівки. Тече переважно на північний захід  і у селі Пагурці впадає у річку Сноводу, ліву притоку Південного Бугу.
Притока: Руда (права). Журавель (ліва).
Населені пункти вздовж  берегової смуги: Кустовецьке, Малий Острожок, Великий Острожок,Тараски.